# Yōsuke Kobayashi
Yōsuke Kobayashi (japanisch 小林 陽介 Kobayashi Yōsuke; * 6. Mai 1983 in der Präfektur Tokio) ist ein ehemaliger japanischer Fußballspieler.

## Karriere
Kobayashi erlernte das Fußballspielen in der Jugendmannschaft von Urawa Reds. Seinen ersten Vertrag unterschrieb er 2002 bei Urawa Reds. Der Verein spielte in der höchsten Liga des Landes, der J1 League. 2004 wechselte er zum Drittligisten Yokogawa Musashino. Für den Verein absolvierte er 91 Ligaspiele. 2007 wechselte er zum Ligakonkurrenten Rosso Kumamoto (heute: Roasso Kumamoto). Für den Verein absolvierte er 25 Ligaspiele. 2009 wechselte er zu Matsumoto Yamaga FC. Für den Verein absolvierte er 30 Ligaspiele. 2011 wechselte er zum Ligakonkurrenten Yokogawa Musashino. Für den Verein absolvierte er 67 Ligaspiele. Ende 2013 beendete er seine Karriere als Fußballspieler.

## Erfolge
Urawa Reds
- J.League Cup

Sieger: 2003
Finalist: 2002